# Fałszowanie historii ludobójstwa OUN i UPA

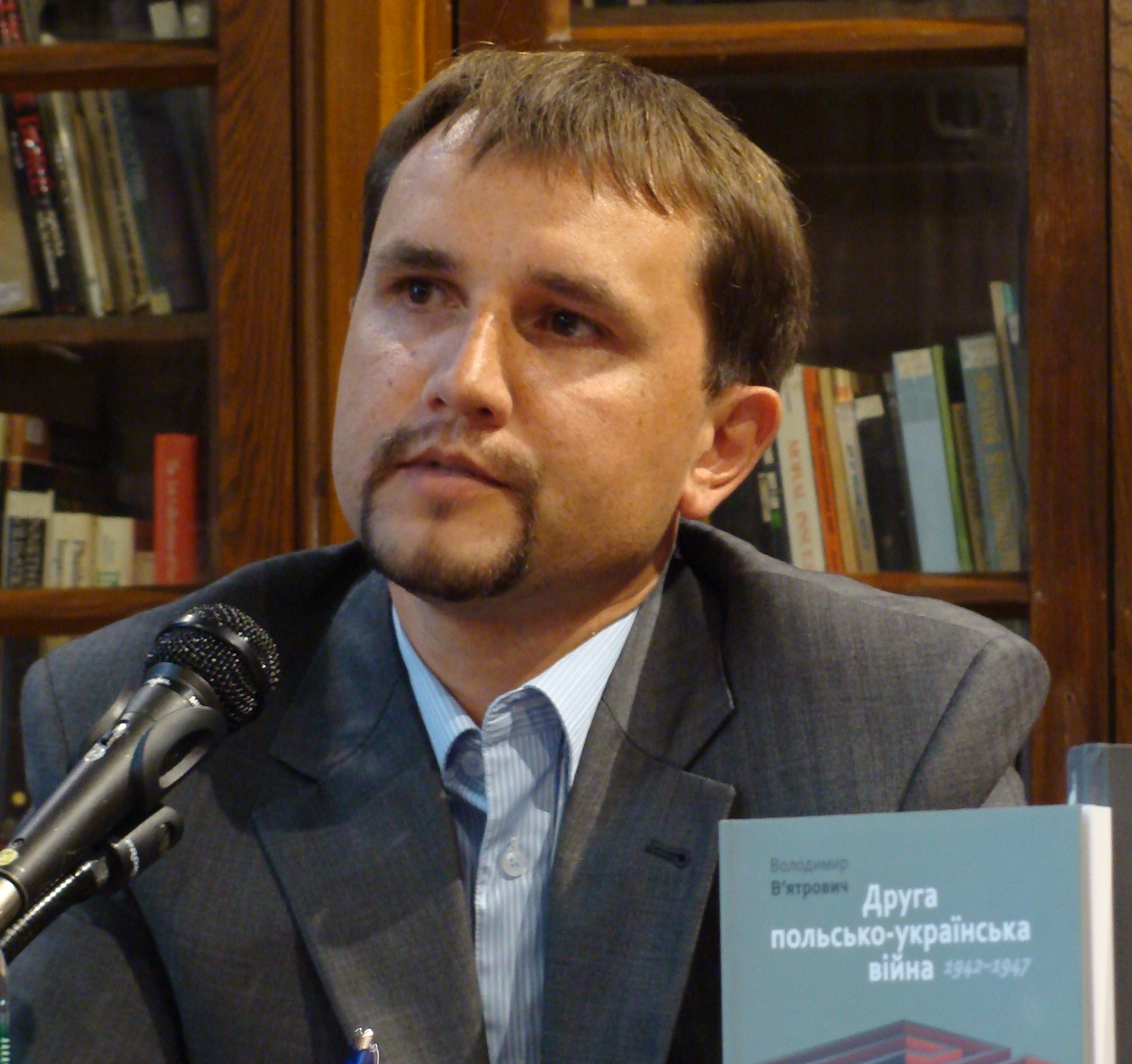
Wołodymyr Wjatrowycz prezentuje swoją książkę Druga wojna polsko-ukraińska 1942–1947, uznawaną za próbę zaprzeczenia odpowiedzialności OUN-UPA za zbrodnie

Fałszowanie historii ludobójstwa OUN i UPA – działania propagandowe podjęte przez Organizację Ukraińskich Nacjonalistów Stepana Bandery i Ukraińską Powstańczą Armię, a także inne organizacje i niezależne osoby mające na celu zanegowanie odpowiedzialności tych organizacji za ludobójstwo dokonane na Polakach w trakcie rzezi wołyńskiej i czystki etnicznej w Małopolsce Wschodniej lub też fałszowanie danych dotyczących owego ludobójstwa, takich jak m.in. liczba ofiar tych zbrodni. Wymienione działania obejmowały tworzenie fałszywej interpretacji wydarzeń, niszczenie i fałszowanie dowodów, zaprzeczanie, ukrywanie oraz przemilczanie zbrodni, a także przedstawianie dla nich usprawiedliwień. Wytworzona w ten sposób przez ukraińskich nacjonalistów interpretacja historii utwierdziła się w części historiografii, szczególnie na ukraińskiej emigracji i na współczesnej Ukrainie, znalazła wsparcie polityczne oraz wpływa na poglądy ukraińskiego społeczeństwa. Za specyficzną formę negowania tej zbrodni Bogusław Paź uznaje również jej politycznie motywowane świadome przemilczanie.

## Początek fałszowania historii przez OUN-B
Jako początek fałszowania historii przez OUN-B Krzysztof Łada i Grzegorz Rossoliński-Liebe wskazują drugą połowę 1943 roku (po kulminacji rzezi wołyńskiej), kiedy kierownictwo OUN-B zaprzeczyło odpowiedzialności ugrupowania za ludobójstwo na Wołyniu oraz wydało rozkaz preparowania dowodów mających zrzucić odpowiedzialność za pogromy 1941 roku wyłącznie na Niemców i Polaków.
W październiku 1943 kierownictwo OUN-B odnosząc się do rzezi wołyńskiej, ogłosiło, że „ani naród ukraiński, ani Organizacja Ukraińskich Nacjonalistów” nie mają z masowymi zbrodniami nic wspólnego. „Wydarzenia, które miały miejsce w ostatnich miesiącach na ukraińskich ziemiach”, nazwano obopólną „rzeźnią”, w której brali udział ludzie działający w obcym interesie – niemieckim i sowieckim. Winą za wybuch tych wydarzeń obarczono Polaków, wskazując na cztery przyczyny:
- napięte stosunki między Ukraińcami a Polakami z powodu „eksterminacyjnej” polityki narodowościowej II RP;
- rozpoczęcie przez Polaków planowego niszczenia ukraińskiej populacji ziemi chełmskiej i hrubieszowskiej;
- wspomaganie przez Polaków okupanta niemieckiego i partyzantki sowieckiej, branie udziału w ich akcjach antyukraińskich;
- „systematyczne pogromy” Ukraińców dokonywane przez Polaków służących w niemieckiej policji[1][3]

Według Krzysztofa Łady, przedstawiona przez OUN-B interpretacja weszła do kanonu usprawiedliwień rzezi wołyńskiej i była powielana w wielu publikacjach po II wojnie światowej.
Grzegorz Motyka przypuszcza, że Roman Szuchewycz na początku 1944 roku wydał rozkaz preparowania fałszywych dowodów mających zrzucić winę za rzezie wołyńskie na komunistyczną partyzantkę. Według Damiana Markowskiego już w październiku 1943 roku kierownictwo OUN zleciło, zapewne w celach usprawiedliwiania zbrodni, zbieranie dowodów „antyukraińskiej działalności Polaków”, które często fabrykowano.
Instrukcja OUN dla nadrejonowego centrum propagandy z 24 marca 1944 roku podkreślała konieczność zaprzeczania, że organizacja ta ma związek z mordami: (...) Stosunek nasz do Polaków jest taki, jak to powiedziano na konferencji: bojówka bije a my krzyczymy, że spokojnej ludności nikt nie rusza.
Podczas Zjazdu UHWR w lipcu 1944 roku jeden z działaczy OUN proponował: Zabijać ludzi tylko dlatego, że są wyznania rzymskokatolickiego i to bez względu na to, czy to są kobiety, czy dzieci, czy starcy a pozwalać, żeby zdolny do walki polski element (...) gromadził się w miastach, to – obłęd. (...) jest jeszcze czas, by zejść z tej drogi. To co się działo do tej pory – zwalić na Niemców, na bolszewicką partyzantkę, wojnę itp.
Według Andrzeja Leona Sowy główne tezy propagandy banderowskiej zrzucające winę za „konflikt polsko-ukraiński” na Polaków powstały w 1945 roku.
Grzegorz Rossoliński-Liebe, Andrzej Leon Sowa, Ryszard Szawłowski i Krzysztof Łada wymieniają także książkę Mykoły Łebedia o UPA z 1946 roku jako tę, która wytyczyła kierunki zaprzeczaniu zbrodniom OUN i UPA i przedstawianiu fałszywego obrazu wydarzeń. Według Szawłowskiego, Łebed zrzucił w niej winę na wołyńskich Polaków, którzy rzekomo mieli sprowokować Ukraińców pacyfikacjami przeprowadzanymi przez polskich policjantów w służbie niemieckiej oraz poprzez współpracę z sowiecką partyzantką, co miało być motywowane „historyczną nienawiścią do narodu ukraińskiego”. W związku z tym, jak pisał Łebed, naród ukraiński „przeszedł do samooobrony i odpłacił za wszystkie wiekami nabrzmiałe krzywdy”, a UPA włączyła się do „konfliktu”, by go załagodzić i skłonić Polaków do wspólnej walki z Niemcami. Dopiero gdy to nie dało efektu, UPA jakoby nakazała Polakom opuścić Wołyń, co zostało przeważnie wykonane. Łada zauważa, że informacja o rzekomym rozkazie UPA nakazującym Polakom opuścić Wołyń, jako i tak za daleko idąca, została usunięta z kolejnych wydań książki.

## Okres PRL
W PRL z przyczyn politycznych temat działalności UPA podlegał zniekształceniom, przemilczeniom i zafałszowaniom, a polska obecność na Kresach stała się tematem tabu.

Prawdę mówiąc, barbarzyńskie masowe mordy na polskich cywilach, jakich w 1943 r. dopuściła się na Wołyniu i w 1944 r. w Galicji UPA, stanowiły jeden z najbardziej przerażających epizodów wojennych. (...) Władza komunistyczna rozproszyła ocalałych w całej Polsce. Nie wolno im było zabierać głosu, by mówić o swych przeżyciach, ponieważ dyskusja o utraconych przedwojennych terytoriach stanowiła tabu. Udziałem ocalałych Polaków stało się także głębokie upokorzenie, wynikające z upadku cywilizacyjnej misji na Wschodzie, która to idea określała niegdyś Polską tożsamość narodową (...).

Prawdziwe zbrodnie UPA dokonane na Kresach Wschodnich traktowano zdawkowo, nie pozwalając na ich rzetelne badanie i sporządzenie rejestru ofiar. W powstających artykułach, pracach naukowych i beletrystyce wyolbrzymiano wkład partyzantki sowieckiej w obronę Polaków, przemilczając istnienie i rolę Armii Krajowej. Przemilczane zbrodnie na Kresach rekompensowano, szczególnie w pozycjach beletrystycznych, opisami niekiedy fikcyjnych zbrodni UPA na terenie powojennej Polski oraz ubarwionymi opisami walki z UPA po wojnie. Zdaniem G. Motyki władze stworzyły „mit Bieszczadów”, który miał zastąpić „mit Kresów” i ukoić tęsknotę kresowiaków za utraconymi ziemiami. Jego celem było także przedstawienie funkcjonariuszy Polski Ludowej walczących z UPA jako polskich patriotów. Według tego historyka w okresie PRL w różnym stopniu takiemu skażeniu politycznemu, niezależnie od intencji autorów, podlegały wszystkie publikacje – w sumie 58 prac naukowych i popularnonaukowych, 50 wspomnień, 10 tomików serii „Żółtego Tygrysa” i ponad 60 powieści.
Na prywatne inicjatywy zmierzające do policzenia ofiar zbrodni UPA na Kresach władze pozwoliły dopiero w 1985 roku.

## Ukraińska emigracja
Wraz z zakończeniem II wojny światowej w krajach zachodnich (głównie w Kanadzie, USA, Wielkiej Brytanii, Australii i Nowej Zelandii) osiedliło się ponad 100 tysięcy Ukraińców, których większość stanowili emigranci z Galicji. Powojenni emigranci, wśród których było wielu nacjonalistów i nazistowskich kolaborantów, zdominowali życie ukraińskiej diaspory zakładając własne instytuty naukowe, szkoły, muzea, wydawnictwa i stowarzyszenia. Kombatantami OUN, UPA lub SS Galizien, którzy po wojnie rozpoczęli karierę historyków na zachodnich uczelniach byli tacy autorzy jak Petro Poticzny, Jewhen Sztendera, Wołodymyr Kosyk, Taras Huńczak, Wasyl Weryha, Ołeksa Horbacz, Petro Sawaryn. Różnego rodzaju opracowania wydawali także nacjonalistyczni liderzy: Mykoła Łebed, Jarosław Stećko, Wołodymyr Kubijowycz, Roman Ilnyćkyj, Iwan Hrynioch i Petro Mirczuk. W USA działalność części z tych autorów w ramach projektu Prołoh wspierała CIA, finansując działalność ukraińskich organizacji oraz pomagając w osiąganiu posad na znanych uniwersytetach. Emigracyjni historycy, mieszając pracę naukową z aktywnością polityczną, wykreowali pozytywny obraz OUN i UPA. Dysponując własnymi archiwami publikowali jedynie te dokumenty, które pasowały do wybranej wersji wydarzeń, niektóre z nich fałszując. W latach 50. pod kierunkiem Mykoły Łebedia przepisano na maszynie znaczną część tzw. archiwum Łebedia, tj. dokumentów, które wywiózł on do USA. W wykonanych kopiach, zdaniem Johna Paula Himki, pominięto kompromitujące fragmenty dotyczące lat 1941–1942.
Emigracyjni naukowcy i publicyści opracowali i spopularyzowali własne interpretacje historii – gloryfikację OUN i UPA oraz ukraińską martyrologię (Hołodomor, stalinowskie czystki i represje), przemilczając przy tym zbrodnie ukraińskich nacjonalistów. Odrzucano przy tym oskarżenia, które naruszały wypracowany w ten sposób wyidealizowany obraz wydarzeń; według Pera Rudlinga negacjonizm stał się integralną częścią działalności ukraińskiej emigracji:

Zaprzeczanie faszystowskiej i antysemickiej naturze OUN, jej zbrodniom wojennym i udziałowi w Holokauście stało się centralnym składnikiem intelektualnej historii ukraińskiej diaspory.

Po początkowej izolacji, w latach 70. na fali „ethnic studies” i polityki „wielokulturowości” do głosu w ukraińskiej emigracyjnej historiografii doszło nowe pokolenie naukowców wzorujących się na publikacjach weteranów OUN-UPA, używających jednak języka adekwatnego do ówczesnej poprawności politycznej, co przyczyniło się, zdaniem P. Rudlinga, do wpuszczenia tej nieobiektywnej wersji historii do naukowego obiegu zachodniej historiografii. W opinii Rudlinga historycy ci nie traktowali nacjonalistycznych bohaterów jako przedmiotu badań, lecz zajęli się naukowym potwierdzaniem mitów, na których zostali wychowani.
Według Johna-Paula Himki współcześni liderzy ukraińskiej diaspory przejęli nacjonalistyczne poglądy od swoich przodków, a temat zbrodni na Polakach jest w tych kręgach wciąż przemilczany. Obserwację tę potwierdza David R. Marples, pisząc, że nawet poglądy ukraińskich naukowców tylko w niewielkim stopniu wychodzą poza nacjonalizm diaspory. Jako wyjątek przywołuje Himkę. Społeczność ukraińska na obczyźnie nie potrafi przyjąć do wiadomości, że mity w które wierzy, są nieprawdziwe.
W opinii Czesława Partacza:

Pisząc fałszywą historię, jak i przepojone jadem nienawiści do obcych, publikacje i instrukcje OUN, nacjonaliści ukraińscy wpadli we własne sidła, z których pod presją bieżącej polityki nie umieją wyzwolić się do dnia dzisiejszego.

Zdaniem K. Łady wyjątkiem wśród ukraińskiej emigracji był Iwan Łysiak-Rudnycki, który bazując na dostępnych wyrywkowych źródłach, intuicyjnie postawił na początku lat 80. hipotezę, że OUN przeprowadziła czystkę etniczną przeciw Polakom. Jego stanowisko zostało jednak zignorowane przez innych historyków diaspory.
Całkowicie odmienny charakter miały prace Wiktora Poliszczuka, który po wyjeździe z Polski do Kanady w 1981 prowadził własnym sumptem badania oraz działalność publicystyczną nt. ideologii ukraińskiego nacjonalizmu integralnego.

## Polska emigracja
Powojenni polscy historycy emigracyjni nie poruszali tematu zbrodni OUN i UPA. Zdaniem Krzysztofa Łady był to wynik „nieopisanie barbarzyńskich i okrutnych” metod, jakie stosowały te organizacje, co niosło wysoki ładunek emocjonalny i blokowało jakiekolwiek racjonalne podejście do tematu. Innym motywem mogła być chęć niezadrażniania stosunków z ukraińską emigracją. Jerzy Giedroyc na łamach paryskiej „Kultury” dbał by materiały „rozliczeniowe’ przygotowywali ukraińscy autorzy (...) pewne tematy (antypolska akcja UPA na Wołyniu) otaczała prawdziwa zmowa milczenia, tak że szersza dyskusja nad nimi mogła rozpocząć się dopiero po odzyskaniu przez Polskę i Ukrainę niepodległości. Bogumiła Berdychowska uważa, że Giedroyć uważał normalizację stosunków polsko-ukraińskich za cel strategiczny, nie poświęcał jednak w jego imię prawdy historycznej. Zdaniem Bogumiła Grotta teksty zamieszczane w Kulturze „robią nawet wrażenie propagandy proukraińskiej” i prezentują głównie ukraiński punkt widzenia.

## Współczesna Ukraina
W sondażu przeprowadzonym w 2009 roku przez Kijowski Międzynarodowy Instytut Socjologii 14% mieszkańców Ukrainy zaprzeczyło popełnianiu przez OUN i UPA jakichkolwiek masowych zbrodni, 45% respondentów nie miało zdania, bądź nie było pewnych; pozostali mieli zdanie przeciwne. Największy odsetek osób uznających, że OUN i UPA nie brały udziału w masowych morderstwach, odnotowano w zachodniej części Ukrainy: w Galicji (52%), Zakarpaciu (31%) i na Wołyniu (28%).
Zdaniem ukraińskiego historyka Ihora Iljuszyna na Ukrainie istnieje szereg formacji politycznych, które propagują pogląd, iż Polacy i Ukraińcy ponoszą identyczną odpowiedzialność za wydarzenia lat 1943–1944, zaś UPA powinna być traktowana jako armia tocząca „sprawiedliwą walkę” ze wszystkimi okupantami terytorium etnicznie ukraińskiego. Jako zwolenników opisywanej koncepcji Iljuszyn wymienia Kongres Ukraińskich Nacjonalistów, Ludowy Ruch Ukrainy, Naszą Ukrainę oraz Blok Julii Tymoszenko, którego liderka w 2003 zdecydowanie sprzeciwiała się opracowaniu wspólnego oświadczenia parlamentów Polski i Ukrainy z okazji rocznicy rzezi wołyńskiej. P. Rudling do wymienionych ugrupowań dodaje partię Swoboda, która ogłosiła się spadkobiercą OUN. W odpowiedzi na wzniesienie pomnika na miejscu zbrodni w Hucie Pieniackiej, aktywiści Swobody postawili w jego pobliżu tablicę w językach ukraińskim i angielskim zaprzeczającą ustalonemu przebiegowi wydarzeń. W sierpniu 2011 w przeddzień pogrzebu ekshumowanych szczątków polskich ofiar UPA w Ostrówkach, grupa działaczy Swobody wtargnęła do obozu archeologów i przetrząsała zawartość trumien. W 2012 roku po protestach działaczy Swobody (połączonych z pogróżkami), odwołano na Ukrainie cykl wykładów G. Rossolińskiego-Liebe o Stepanie Banderze. Jedyny wykład odbył się na terenie ambasady niemieckiej w Kijowie. W czasie wizyty prezydenta Polski Bronisława Komorowskiego na uroczystościach z okazji 70. rocznicy rzezi wołyńskiej szef struktur Swobody w obwodzie wołyńskim Anatolij Witiw powtórzył pod adresem Polski zarzuty o mordowanie ludności ukraińskiej na Chełmszczyźnie, zbrodnie na cywilach w czasie akcji „Wisła”, jak również stwierdził, że w czasie wizyty polski prezydent powinien przeprosić Ukraińców za „wiele lat zaborczej polityki Polski”.
W czasie obchodów 70. rocznicy rzezi wołyńskiej w Łucku na rynku lwowskim wyeksponowane zostały plakaty z hasłami: „Wołyń – kiedy zginął Polak – ludobójstwo, kiedy zginął Ukrainiec...?”, „Wołyń ’43 – ludobójstwo lub odpowiedzi na ludobójstwo?” oraz „Polskie ofiary uhonorowali, a ukraińskie czekają”.
Łukasz Adamski zauważa istnienie na współczesnej (2017 rok) Ukrainie zjawiska nazywanego przez niego „wołyńskim negacjonizmem”. Według niego polega ono nie na prostym zaprzeczaniu zbrodniom, ale na podważaniu ich kluczowych aspektów czy interpretacji, na przykład na kwestionowaniu ich kwalifikacji jako ludobójstwa lub czystki etnicznej. „Wołyńscy negacjoniści” kwestionują także kontekst i historyczne przyczyny zbrodni, tożsamość sprawców czy liczbę ofiar. Jedną z używanych przez nich metod jest doszukiwanie się „symetrii” pomiędzy liczbą ofiar ludobójstwa a liczbą ofiar polskiego odwetu. Według Adamskiego „wołyński negacjonizm” jest promowany przez nacjonalistycznych historyków, w tym związanych z Ukraińskim Instytutem Pamięci Narodowej.
Zdaniem Adamskiego spod paradygmatu „wołyńskiego negacjonizmu” wyłamują się tacy ukraińscy historycy jak Ihor Iljuszyn, Ołeksandr Zajcew, Wasyl Rasewycz i Andrij Portnow, jednak ich poglądy nie są podzielane przez opinię publiczną na Ukrainie. Według Łukasza Jasiny historycy ukraińscy uwzględniający polski punkt widzenia „mają problemy” na Ukrainie, na przykład Iljuszyn nie mógł znaleźć pracy (2017 rok).

### Ukraińska polityka historyczna
Zdaniem badaczy zagadnienia dokonywana w ramach ukraińskiej polityki historycznej (prowadzonej szczególnie intensywnie do 2010 roku) gloryfikacja OUN i UPA, a w szczególności sakralizacja poległych członków nacjonalistycznego podziemia, przyczynia się do negowania zbrodni tych formacji. Bohaterowie i męczennicy sprawy narodowej z założenia są postaciami pozytywnymi, co wyklucza możliwość podejrzewania ich o jakiekolwiek przestępstwa i powoduje negację dokonywanych przez nich zbrodni, bądź wręcz odwrócenie ról – ofiary nacjonalistów przedstawiane są jako winne własnego losu. W przypadku zabójstw Żydów ich usprawiedliwieniem jest zazwyczaj poparcie udzielane władzy sowieckiej przez ludność żydowską. W przypadku zabójstw Polaków ofiary stają się „winne” poprzez swoją rzekomą kolaborację z Niemcami bądź partyzantką sowiecką. Takie stanowisko prezentuje Wołodymyr Serhijczuk, sugerując, że wołyńscy Polacy sami na siebie ściągnęli masakry, podobnie wypowiadał się I. Iljuszyn. Obie mniejszości narodowe, polska i żydowska, bywają w skrajnych przypadkach określane jako „okupanci Ukrainy”, co jakoby dopuszcza możliwość dokonywania na nich masowych morderstw. Zdaniem Ołeksandra Zajcewa jest to zgodne z wykładnią integralnego ukraińskiego nacjonalizmu, który uważał jednostki ludzkie za komórki narodowego organizmu, ponoszące przez to odpowiedzialność zbiorową za działania całego narodu i jego przedstawicieli.

Zgodnie z wszelką logiką, wszyscy Żydzi są odpowiedzialni za dzierżawców, lichwiarzy i czekistów, wszyscy Polacy – za pacyfikację, wszyscy Rosjanie – za zbrodnie bolszewizmu itd.

David Marples i Wasyl Rasewycz uważają, że gloryfikacja OUN i UPA jest zajęciem z zakresu propagandy i wymieniają poważne przeszkody, które utrudniają wykonawcom tej polityki stworzenie przekonującego przekazu: skrajną ideologię OUN, kolaborację z III Rzeszą, antysemityzm tego ruchu oraz zwalczanie politycznych rywali z użyciem terroru. W celu dostosowania obrazu OUN-UPA do zachodnich, liberalnych wzorców, dokonuje się zabiegów przemilczania lub negacji tych niewygodnych kwestii oraz wyolbrzymia się znaczenie tych elementów programu i działalności OUN, które pasują do obranej koncepcji. Skutkowało to negacjonizmem na poziomie państwowym. W 2007 Wiktor Juszczenko ogłosił podczas wizyty w Izraelu, że UPA nie była zaangażowana w żadne antyżydowskie akcje. W tym samym roku, opierając się na stanowisku rządowej komisji ds. OUN-UPA, zaprzeczył oskarżeniom o zbrodnie na Polakach. Instytucjom realizującym politykę pamięci na Ukrainie stawiano zarzuty, że publikują dokumenty selektywnie, wybierając te, które potwierdzają lansowaną przez instytucje interpretację historii.
Uchylanie się od jednoznacznej oceny zbrodni nacjonalistycznych formacji na Polakach, zdaniem Grzegorza Motyki, stanowi nieoficjalny kurs polityki historycznej Ukrainy. W tworzonej od 1991 roku polityce tożsamościowej nie ma miejsca na polskie ofiary OUN i UPA. Zdaniem A. Portnowa w literaturze ukraińskiej dominuje lekko tylko zmodyfikowana interpretacja tych wydarzeń opracowana przez propagandę OUN-B.

### „Tragedia wołyńska”
Od około 2001 roku na Ukrainie ludobójstwo na Wołyniu powszechnie nazywa się eufemistycznie „tragedią wołyńską”. Celem takiego zabiegu jest relatywizacja odpowiedzialności za tę zbrodnię (według Olszańskiego „tragedia” w przeciwieństwie do zbrodni nie musi mieć sprawcy). Według A. Portnowa niemal żaden ukraiński autor nie klasyfikuje tych wydarzeń jako czystki etnicznej, nie mówiąc o ludobójstwie (z wyjątkiem Jarosława Hrycaka). Nie zdobyło poparcia stanowisko części historyków określające rzeź wołyńską zbrodnią wojenną.
Prezes IPN Łukasz Kamiński jest przeciwny używaniu eufemizmów typu „tragedia wołyńska” czy „wydarzenia wołyńskie”.

## Współczesna Polska
W opinii Waldemara Rezmera przemiany polityczne po 1989 roku otworzyły przed historykami możliwości badania „białych plam” w stosunkach polsko-ukraińskich, jednak nie odpowiedzieli oni na nie w odpowiednim stopniu. Jego zdaniem zadecydowały o tym kwestie polityczne – uważano, że podejmowanie trudnych tematów może popsuć stosunki pomiędzy oboma narodami. Innym czynnikiem, który ułatwił przemilczanie zbrodni, na który wskazuje Rezmer, było z reguły chłopskie pochodzenie ofiar.
Zdaniem Bogumiła Grotta wielu polskich polityków uważa pamięć o zbrodniach na Polakach popełnionych przez OUN i UPA za niewygodną, zaś bieżąca polska polityka wobec Ukrainy (2011) opiera się na koncepcji Józefa Piłsudskiego, zakładającej przeciwdziałanie podporządkowaniu Ukrainy Rosji. Zdaniem tego autora wyrazem takiej polityki są słowa Jerzego Giedroycia, który stwierdził, że zbrodnie UPA powinny być zapomniane. W ocenie Grotta przemilczanie równoznaczne z wycofaniem się ze swoich racji nie zawsze przynosi załagodzenie sporów, ale często powoduje eskalację żądań strony przeciwnej. W omawianym przypadku polskie milczenie miało doprowadzić do intensyfikacji działań współczesnych ukraińskich nacjonalistów, którzy dążą do wypromowania tradycji banderowskiej jako jednego z ważniejszych składników nowej świadomości ukraińskiej. Wyrazem tego jest powstawanie kolejnych pomników działaczy OUN i UPA, także tych biorących udział w eksterminacji Polaków, ich nazwiskami są nazywane ulice, wydawane są kolejne prace propagandowe fałszujące historię UPA i OUN.
Bogusław Paź i Zbigniew Gluza uważają, że Polska nie wypracowała polityki historycznej, także w sprawie zbrodni ukraińskich nacjonalistów. Według nich działania polskich polityków ograniczają się do przemilczeń (B. Paź) lub zaniechań (Z. Gluza) i sporadycznych kurtuazyjnych gestów.

A te rocznicowe obchody, podczas których prezydenci ściskają sobie ręce i układają szarfy na wieńcach, nie mają dla jednania większego znaczenia. To są incydentalne wydarzenia, podczas gdy prawdziwe pojednanie przychodzi wraz ze żmudną pracą u podstaw. Takiej pracy Polska nie prowadzi.

Pierwszy z wymienionych autorów przywołuje postawę prezydenta Lecha Kaczyńskiego, który demonstracyjnie odmówił udziału i patronatu nad obchodami 65. rocznicy rzezi wołyńskiej.
Spośród polskich publicystów, którzy powtarzają pewne tezy propagandy OUN-B, Andrij Portnow wymienia Adama Michnika (teza o „wojnie chłopskiej”) i Sławomira Sierakowskiego (określanie II Rzeczypospolitej „okupantem Ukrainy”). Według Portnowa autorzy ci obawiając się, że 70. rocznica rzezi wołyńskiej „rozdmucha nacjonalistyczną histerię” w Polsce, dla przeciwwagi sięgają po retorykę ukraińskich nacjonalistów, nie zwracając uwagi na to, że może to wspierać ukraińskie siły prawicowe.

### Próba penalizacji zaprzeczania zbrodniom
W styczniu 2018 roku Sejm znowelizował ustawę z dnia 18 grudnia 1998 r. o Instytucie Pamięci Narodowej – Komisji Ścigania Zbrodni przeciwko Narodowi Polskiemu, m.in. wprowadzając do niej zupełnie nowe, nigdy dotąd nieistniejące w polskim systemie prawnym pojęcie „zbrodni ukraińskich nacjonalistów i członków ukraińskich formacji kolaborujących z Trzecią Rzeszą Niemiecką” (art. 1 ust. 1 pkt 1 lit. a tiret trzecie), rozumianych jako „czyny popełnione przez ukraińskich nacjonalistów w latach 1925–1950, polegające na stosowaniu przemocy, terroru lub innych form naruszania praw człowieka wobec jednostek lub grup ludności” oraz „udział w eksterminacji ludności żydowskiej oraz ludobójstwie na obywatelach II Rzeczypospolitej na terenach Wołynia i Małopolski Wschodniej” (art. 2a), co w połączeniu z artykułem 55 ustawy sprawiało, że zaprzeczanie tym zbrodniom było zagrożone karą do 3 lat pozbawienia wolności. O zbadanie zgodności z Konstytucją RP użytych w obu zacytowanych powyżej przepisach określeń „ukraińscy nacjonaliści” i „Małopolska Wschodnia” przez Trybunał Konstytucyjny wnioskował prezydent Andrzej Duda. Zostały one także zaskarżone przez Rzecznika Praw Obywatelskich Adama Bodnara. 17 stycznia 2019 roku Trybunał Konstytucyjny orzekł, że oba przepisy są niezgodne z wywiedzioną z art. 2 Konstytucji zasadą określoności przepisów prawa oraz z art. 42 ust. 1 Konstytucji, w części dotyczącej terminów „ukraińscy nacjonaliści” i „Małopolska Wschodnia”. W uzasadnieniu wyroku stwierdzono, że użyte w obu zaskarżonych przepisach określenia „ukraińscy nacjonaliści” i „Małopolska Wschodnia” to pojęcia wieloznaczne. Nie zostały one zdefiniowane przez ustawodawcę, a ich znaczenia nie da się zrekonstruować w sposób niebudzący żadnych wątpliwości na podstawie aktów normatywnych z okresu II Rzeczypospolitej ani obecnie obowiązującego ustawodawstwa. Także w języku powszechnym pojęcia te nie wywołują jednoznacznych, bezspornych konotacji. Dlatego w ocenie Trybunału zachodziło uzasadnione przypuszczenie, że organy ścigania i sądy mogłyby mieć poważne problemy z ustaleniem zakresu odpowiedzialności karnej. Przepisy te nadal pozostają w mocy, ale bez wyrażeń uznanych za niezgodne z Konstytucją. Trybunał zalecił przy tym ustawodawcy dokonanie niezbędnych zmian redakcyjnych tekstu obu przepisów w taki sposób, aby nie budziły one wątpliwości oraz nie dawały możliwości różnych interpretacji, co do tej pory nie nastąpiło.

## Ludobójstwo na Wołyniu i w Małopolsce Wschodniej – tematy przekłamań

### Polityka II RP jako przyczyna i usprawiedliwienie ludobójstwa
W ocenie Władysława Filara

W polityce narodowościowej wobec Ukraińców w okresie międzywojennym było wiele sprzeczności, niesprawiedliwych posunięć politycznych i administracyjnych. Dochodziło niekiedy do naruszania praw i swobód obywatelskich, a nawet aktów represji stosowanych wobec Ukraińców.

Niektórzy ukraińscy historycy obwiniając przedwojenny polski rząd o wywołanie rzezi wołyńskiej posuwają się nawet do formułowania zarzutów prowadzenia polityki kolonizacyjnej i czystek etnicznych. Jest to zdaniem Władysława Filara spojrzenie nie dość, że jednostronne, to odbiegające od rzeczywistości. Sytuacja ludności ukraińskiej na Wołyniu nie mogła być przedmiotem aż takiej nienawiści do Polaków, nawet mimo polityki sowieckiej prowadzonej podczas pierwszej okupacji, która szerzyła wrogość do „polskich panów” (policjantów, urzędników, osadników). Tych podczas okupacji niemieckiej już w zdecydowanej większości nie było – rozprawiły się z nimi władze sowieckie. Na Wołyniu mordowano sąsiadów, żyjących od lat wspólnie z Ukraińcami.
Zdaniem Grzegorza Motyki prowadzenie przez państwo polskie polityki polonizacji Kresów Wschodnich i tym samym dążenia do asymilacji narodowej ludności ukraińskiej miało wpływ na popularność idei radykalnego nacjonalizmu ze wszystkimi tego konsekwencjami. Negatywnie ocenia jednak traktowanie polityki polskiej wobec Ukraińców jako usprawiedliwienia dla czystek etnicznych, czego dokonuje wielu współczesnych (2011) autorów ukraińskich. Krzysztof Łada zgadza się, że polityka II RP przyczyniła się do zaostrzenia konfliktu polsko-ukraińskiego, jednak nie wyjaśnia to, dlaczego OUN i UPA obróciły się przeciw polskiej ludności cywilnej. Podobne zdanie ma Czesław Partacz:

Powoływanie się historyków ukraińskich na prześladowania tej ludności w czasach II RP jako przyczynę ludobójstwa Polaków przez OUN-UPA nie odpowiada prawdzie historycznej. Polityka władz II RP była podłożem, na którym narodził się i rozwinął nacjonalizm ukraiński. Przyczyną było dążenie działaczy OUN do budowy nacjonalistycznego, totalitarnego i imperialnego państwa bez mniejszości narodowych, od Kaukazu po Wisłok.

Rosyjski historyk Klimentij Fiediewicz dowodzi, że współżycie zwykłych Polaków i Ukraińców w II RP było z reguły zgodne a jego obraz jest w historiografiach polskiej i ukraińskiej wykrzywiony w wyniku zbytniego opierania się historyków na źródłach wytworzonych przez służby policyjne, siłą rzeczy koncentrujących się na ściganych przestępstwach oraz na sensacyjnych publikacjach prasowych. Ponadto historiografia ukraińska powtarza sowieckie kalki o „gnębieniu ukraińskich, białoruskich, polskich i innych mas pracujących” przez „pańską Polskę”. Autor ten uważa także, że subiektywne wspomnienia członków ukraińskiego podziemia, szukających usprawiedliwienia swoich wojennych działań w okresie przedwojennym, deformują obraz współżycia Polaków i Ukraińców w II Rzeczypospolitej.

### Rzeź wołyńska jako odwet za wydarzenia na ziemi chełmskiej
Część historyków ukraińskich (Orest Subtelny, Łew Szankowśkyj, W. Weryha, W. Prociuk, M. Hornyj, W. Kosyk, W. Serhijczuk, Roman Drozd, Wołodymyr Wjatrowycz) utrzymuje, że rzeź wołyńska była odpowiedzią na antyukraińską akcję polskiego podziemia na Chełmszczyźnie w latach 1941–1943. Wołodymyr Kosyk pisze o „niszczeniu Ukraińców”, początkowo w regionach Hrubieszowa, Włodawy i Chełma, następnie zaś przypisuje polskiemu podziemiu rozpoczęcie w sierpniu-wrześniu antyukraińskich akcji na terenie Wołynia i Galicji. Petro Mirczuk w pracy Ukrajinśka Powstanśka Armija utrzymuje, że od 1942 na Chełmszczyźnie trwał polski krwawy terror, w którym obok oddziałów podziemia brała udział ludność cywilna. Eksterminacja Ukraińców objęła według niego całą Chełmszczyznę, Nadsanie i Łemkowszczyznę, a walka w obronie ludności ukraińskiej stanowi szczególną kartę w historii UPA.
Pierwsza próba obciążania Polaków za cierpienia Ukraińców na ziemi chełmskiej pojawiła się w biuletynie OUN z czerwca-lipca 1942 roku, jednak – jak wskazuje G. Motyka – było to bezpodstawne obwinianie Polaków za egzekucje dokonywane przez Niemców. Natomiast twierdzenie, że rzeź wołyńska była odwetem za wydarzenia na ziemi chełmskiej, pojawiło się dopiero w komunikacie OUN-B z października 1943 roku i było później powtarzane, m.in. w broszurze Myrosława Prokopa Kudy priamujut Poliaky?. Grzegorz Hryciuk zauważa, że wcześniej wołyńska OUN-B nie motywowała swoich działań sytuacją na ziemi chełmskiej:

Był to więc i jest konstrukt propagandowy, argument ex post, powstały dla zdjęcia z siebie odpowiedzialności za mordy, które wizerunkowo zaszkodziły ukraińskim nacjonalistom.

Z czasem błędne przekonanie o pierwszeństwie i skali zabójstw Ukraińców w dystrykcie lubelskim (w skład którego wchodziła ziemia chełmska), za sprawą banderowskiej propagandy oraz rozprzestrzeniania się plotek wśród społeczeństwa ukraińskiego, stało się wśród Ukraińców powszechne.
Grzegorz Motyka, Czesław Partacz, Krzysztof Łada i Władysław Filar oraz Per A. Rudling uważają twierdzenia historyków ukraińskich o skali i chronologii wydarzeń za całkowicie bezpodstawne. Według dostępnej dokumentacji, w 1942 roku w całym dystrykcie lubelskim z rąk polskiego podziemia w wyniku pojedynczych egzekucji zginęło około 30 Ukraińców. Cz. Partacz wskazuje, że liczba zabitych Polaków i Ukraińców w latach 1939–1942 nie różni się od podobnych statystyk dla innych ziem, gdzie pod okupacją hitlerowską dochodziło do rywalizacji obydwu grup narodowych. Nie można zatem twierdzić, by już w tych latach polskie podziemie przeprowadziło akcję antyukraińską. Do pierwszych zbiorowych zabójstw Ukraińców na Lubelszczyźnie doszło w maju 1943 roku, a więc w czasie, gdy liczba ofiar rzezi wołyńskiej liczona była w tysiącach. W całym 1943 roku w dystrykcie lubelskim z rąk polskich zginęło około 500-600 osób, co zdaniem Motyki, przy co najmniej czterdziestu tysiącach Polaków zabitych w tym czasie na Wołyniu trudno uznać za liczbę porównywalną.
Marek Jasiak, powołując się na ukraińskie dane archiwalne, twierdzi, że na ziemi chełmskiej zabitych zostało ok. 400 Ukraińców. Autor ten pisze

Nie można negować faktu, że wszyscy prawdopodobnie zginęli z rąk polskich. Jednak nie był to zorganizowany terror. Często przyczyną zabójstw inteligencji ukraińskiej i działaczy ukraińskich był fakt ich współpracy z okupantem niemieckim. Często był to tzw. ślepy odwet polskich organizacji podziemnych za prowadzoną przez inteligencję ukraińską pracę wśród ludności. Zdarzały się również przypadki zwykłego sąsiedzkiego odwetu za doznane krzywdy i urazy osobiste. Zanotowano także fakty karania ukraińskich nacjonalistów i działaczy ukraińskich za zadenuncjowanie podziemia polskiego

Podobny pogląd wyraził Władysław Filar, który podkreśla, że podjęte przez polskie podziemie akcje nie miały na celu unicestwienia ukraińskiej ludności. Na podstawie wyroków polskich sądów podziemnych wykonano wyroki na kolaborantach (agentach gestapo, urzędnikach administracji niemieckiej, wójtach, sołtysach). Winę za zaognienie sytuacji ponoszą zaś Niemcy, którzy podczas wysiedlania Zamojszczyzny wokół niemieckich osadników świadomie osadzali Ukraińców. Niemcy dokonywali również pacyfikacji polskich i ukraińskich wsi na ziemi chełmskiej i Zamojszczyźnie, represje stosowano zarówno wobec Polaków i Ukraińców, o co obie strony się wzajemnie obwiniały.
Andrzej Leon Sowa uważa, że gdyby wydarzenia na ziemi chełmskiej miały sprowokować rzezie na Wołyniu, to ataki na Polaków powinny były zacząć się na zachodzie Wołynia (na terenach graniczących z ziemią chełmską). Tymczasem zbrodnie te rozpoczęły się na wschodzie Wołynia i dopiero potem przesuwały się stopniowo na zachód. Sowa podkreśla fakt istnienia w czasie wojny strzeżonej przez Grenzschutz granicy między ziemią chełmską (wówczas w Generalnym Gubernatorstwie) a Wołyniem (wówczas w Komisariacie Rzeszy Ukraina), utrudniającej komunikację między tymi regionami.
Autorzy polscy zgadzają się co do faktu, że wydarzenia na ziemi chełmskiej nie wpłynęły na decyzje przywódców UPA o eksterminacji polskiej ludności cywilnej Wołynia i Małopolski Wschodniej, lub że wpływ ten był minimalny.
Omawiając rzekome wyniszczanie Ukraińców na ziemi chełmskiej przed r. 1943 ukraińscy autorzy pomijają prowadzoną przez nacjonalistów ukraińskich, za wiedzą i zgodą niemiecką, akcję ukrainizacji tego regionu. Dokumenty z 1944 roku są przez nich „bardzo często” antydatowane, co zniekształca chronologię wydarzeń.

### Wspieranie Niemców i Sowietów przez Polaków
Już w rozkazach, także wysokiego szczebla, sporządzonych w OUN i UPA, niszczenie polskich wsi na Wołyniu uzasadniano współpracą Polaków z Niemcami i partyzantką radziecką. Podobne tezy przedstawił Mykoła Łebed w swojej pracy zatytułowanej UPA. Tys-Krokhmaliuk twierdził, że usunięcie Polaków stanowiło środek samoobrony ukraińskiej, gdyż Polacy chętnie kolaborowali z Niemcami lub dołączali do oddziałów partyzantki radzieckiej. Podobną tezę Wołodymyra Kosyka o wystąpieniu UPA i samoobron ukraińskich jako odpowiedzi na współpracę polskiego podziemia z partyzantką radziecką oraz kolaborację z Niemcami podtrzymywał Jarosław Hrycak, jednak jego poglądy uległy następnie ewolucji. W 2004 autor ten nazwał rzeź wołyńską zbrodnią wojenną i odmówił jej jakiegokolwiek politycznego sensu.
W zgodnej opinii polskich autorów sekwencja wydarzeń przedstawiana w ukraińskich publikacjach jest odwrotna do rzeczywistej. Ukraińscy autorzy ignorują fakt rozpoczęcia ataków UPA na Polaków już w lutym 1943 roku, a więc w czasie, gdy na Wołyniu jeszcze nie było polskiej policji pomocniczej. Dopiero dezercja ukraińskich policjantów w marcu-kwietniu 1943 do UPA i rozpoczęcie przez nią ataków na polskie wsie wywołało wstępowanie Polaków do policji i sprowadzenie przez Niemców na Wołyń 202. batalionu Schutzmannschaft” oraz szukanie przez Polaków ochrony u sowieckiej partyzantki. Ponadto skala zbrodni polskiej policji na Wołyniu jest często wyolbrzymiana. Na przykład ukraińscy autorzy niesłusznie przypisują polskim policjantom zbrodnie we wsiach Remel i Malin (w których polska policja albo w ogóle nie brała udziału bądź jej udział był minimalny). Niejednokrotnie w ukraińskich publikacjach rola polskiej policji urasta do „polsko-niemieckiej okupacji Wołynia”.
Przykładem stosowania odwróconej chronologii wydarzeń było uzasadnienie przez działacza OUN Jewhena Wrecionę rzezi Janowej Doliny pacyfikacją ukraińskiej wsi Dermań przez polskich policjantów. Sekwencja przedstawiona przez Wrecionę została wzięta za dobrą monetę przez Józefa Łobodowskiego i przywołana przez niego w głośnym artykule pt. „Przeciw upiorom przeszłości” na łamach paryskiej „Kultury” (nr 2/52-3/53 z 1952 roku). W rzeczywistości zbrodnia w Janowej Dolinie poprzedzała pacyfikację Dermania.
Ukraińscy autorzy stawiając Polakom zarzut kolaboracji z Niemcami i Sowietami jednocześnie przemilczają kolaborację Ukraińców z okupantem niemieckim oraz ignorują fakt, iż etniczni Ukraińcy stanowili 46% składu osobowego partyzantki sowieckiej na Ukrainie.

### Zaprzeczanie istnieniu ludobójczych rozkazów
W wydanej w 1993 roku książce Polacy i Ukraińcy. Sprawa ukraińska w czasie II wojny światowej na terenie II Rzeczypospolitej Ryszard Torzecki zaprezentował hipotezę, że działania UPA nie miały na celu eksterminacji Polaków. Pogląd ten wyraził dobitniej w wywiadzie udzielonym w 2003 roku, w którym stwierdził, że zabójstwa na Polakach były „żywiołowym odruchem mas i lokalnych dowódców, w wielu miejscach sytuacja wymknęła się spod kontroli UPA”. Grzegorz Motyka uważa, że twierdzenia Torzeckiego wynikały z oparcia się przez niego na kłamstwach działaczy OUN-B, co jednak nie przekreśla jego dorobku naukowego.
Wołodymyr Wjatrowycz w wydanej w 2011 pracy Druga wojna polsko-ukraińska 1942–1947 twierdził, że OUN i UPA nie zaplanowały kampanii ludobójstwa wobec Polaków, nie istniał również rozkaz nakazujący oddziałom UPA ich zabijanie. Jego zdaniem OUN nie zainicjował czystki etnicznej, a jedynie włączył się do niej zmuszony okolicznościami, gdy Polacy ginęli już z rąk partyzantów Tarasa Bulby-Borowcia oraz spontanicznie działających chłopów ukraińskich. Wjatrowycz podawał w wątpliwość także fakt zmasowanego ataku oddziałów ukraińskich na polskie wsie w dniu 11 lipca 1943, powołując się na brak wzmianek na temat takiej akcji w dokumentach OUN i UPA. Zeznania Jurija Stelmaszczuka przed NKWD mówiące o przekazaniu mu przez Dmytra Klaczkiwskiego (Kłyma Sawura) tajnej dyrektywy o wymordowaniu mniejszości polskiej Wjatrowycz uznaje za sowieckie fałszerstwo. Andrzej Zięba i Per Rudling wskazują, że Wjatrowycz podnosi te wątpliwości bez żadnych dowodów, w oderwaniu od kontekstu i od innych podobnych dokumentów. Aby uwiarygodnić swoje tezy Wjatrowycz przemilcza inne fakty obciążające kierownictwo OUN-UPA: zaakceptowanie polityki Dmytra Klaczkiwskiego (tj. rzezi wołyńskiej) przez III Zjazd OUN oraz słowa Romana Szuchewycza na zjeździe UHWR mówiące o rozpoczęciu w kwietniu 1944 czystki etnicznej w Galicji.
W swojej książce W. Wjatrowycz utrzymuje, że polscy autorzy niesłusznie obciążają OUN-B odpowiedzialnością za ludobójstwo powołując się na jakoby „nieistniejący” protokół przesłuchania Jurija Stelmaszczuka przez NKWD z 28 lutego 1945 roku, który jest przywołanym po raz pierwszy przez Władysława Filara źródłem w sprawie otrzymanej przez Stelmaszczuka dyrektywy Dmytra Klaczkiwskiego w sprawie całkowitej- powszechnej, fizycznej likwidacji ludności polskiej. Wzbudziło to zdziwienie Andrzeja Zięby, który nie wykluczył, że protokół ten mógł zostać zniszczony, w czasie gdy obóz „pomarańczowych” przejął władzę nad archiwum SBU (W. Wjatrowycz był dyrektorem tej instytucji do 2010 roku). Grzegorz Hryciuk stwierdził, że Rosyjskie Państwowe Archiwum Wojskowe dysponuje poświadczoną kopią zeznania Stelmaszczuka, nie przedstawił jednak źródła tej informacji, ani sygnatury archiwalnej zbioru dokumentów.
Zdaniem G. Motyki książka Wjatrowycza została napisana z zamiarem zaprzeczania odpowiedzialności OUN-B i UPA za wyniszczanie Polaków. W tym celu Wjatrowycz stosuje wybiórcze podejście do źródeł cytując wyłącznie te, które pasują do z góry założonej tezy. Autor nie widzi związku pomiędzy decyzją OUN-B z końca 1942 roku o „wygnaniu Polaków i Żydów pod groźbą śmierci” z masowymi zabójstwami Polaków mającymi miejsce na Wołyniu od początku 1943 roku; natomiast winę za te wydarzenia bezpodstawnie zrzuca na oddziały Tarasa Bulby-Borowcia bądź na spontaniczną reakcję ukraińskich mieszkańców Wołynia.

### Przedstawianie ludobójstwa jako „wojny polsko-ukraińskiej”
Wśród ukraińskich historyków głoszone są poglądy, jakoby na Wołyniu toczyły się „walki polsko-ukraińskie”, „wojna domowa”, w których obie strony ponosiły równe straty. Emigracyjni historycy ukraińscy Petro Poticzny i Jarosław Pełenśkyj w swoich pracach zawarli tezy o walkach polsko-ukraińskich na Wołyniu, w toku których doszło do wzajemnych rzezi. Z kolei Łew Szankowśkyj twierdzi, że UPA nie prowadziła żadnej akcji antypolskiej, a jedynie toczyła potyczki z oddziałami AK. Y. Tys-Krokhmaliuk zawarł w swojej pracy poświęconej militarnej historii UPA tezę, że to polska partyzantka rozpoczęła, w regionach nadbużańskich, a następnie na Wołyniu, „likwidację Ukraińców”. W ich obronie miała wystąpić UPA, co autor przedstawia jako początek wojny polsko-ukraińskiej. W czasie opisywanej „wojny” partyzantka ukraińska miała „oczyścić” z Polaków lasy i wsie Wołynia.
Pogląd o „wzajemnych akcjach terrorystycznych” przeprowadzanych przez podziemie polskie i ukraińskie, których efektem była śmierć po 40 tys. cywilów po obydwu stronach, przedstawił Mychajło Kowal, historyk związany z Narodową Akademią Nauk Ukrainy. W ocenie Motyki teza głoszona przez Kowala jest akceptowana przez większość ukraińskich autorów, co więcej stanowi podstawę ukraińskiej polityki historycznej w tej sprawie.
Oznaczałoby to, że obie strony w jednakowym stopniu i zakresie prowadziły swoje działania. Zdaniem Władysława Filara nawet pobieżna analiza dokumentów nie uprawnia do takiej tezy. Polacy stanowiący 16% ludności Wołynia, pozbawieni elity kierowniczej za okupacji sowieckiej (1939–1941) nie mogli się przeciwstawić Ukraińcom liczącym 68% ludności Wołynia. Pierwsze oddziały samoobrony powstawały w odpowiedzi na masowe rzezie, jako rozpaczliwa obrona przed unicestwieniem. Podczas niej dochodziło do odwetów i bezprawia dokonywanego przez Polaków, którzy najczęściej utracili swoje rodziny i domy. Odwety nie były planowane, a wręcz przeciwnie – zabronione i potępione przez władze Wołyńskiej Delegatury Rządu i Wołyńskiego Okręgu AK. Zdaniem Filara działania ukraińskich nacjonalistów spełniają znamiona planowego ludobójstwa, zbrodni przeciw ludzkości, podczas gdy akty bezprawia dokonane przez Polaków były przestępstwami przeciw prawom człowieka do nietykalności osobistej. Tezie o dwustronnej wojnie polsko-ukraińskiej przeczy również ogromna różnica w liczbie ofiar obydwu narodowości. Jak pisał Motyka:

Nietrudno dostrzec, ze ukraińska interpretacja ówczesnych wydarzeń została tak skonstruowana, by uchylić się od jednoznacznej oceny banderowskich poczynań. Położenie akcentu na walkę z AK stwarza wrażenie, iż na Wołyniu i w Galicji Wschodniej doszło do równorzędnej wojny partyzanckiej, a pacyfikacjom podlegały tylko wioski bronione przez silne formacje zbrojne. Choć przyznaje się, że w wyniku działań UPA ucierpiała niewinna polska ludność, to zaraz ta informacja zostaje zrównoważona słowami o zabójstwach niewinnych Ukraińców. (...) W ten sposób nie tylko stawia się na równi działania AK i UPA, ale także, co ważniejsze, zniekształca charakter wydarzeń na Wołyniu i w Galicji Wschodniej. Z tak skonstruowanej narracji ukraiński czytelnik w żaden sposób nie zorientuje się przecież, że to UPA przeprowadziła zorganizowaną na imponującą skalę i niezwykle krwawą, ludobójczą czystkę etniczną.

Jednak, zdaniem tego historyka, określenia „wojna” i „ludobójstwo” nie wykluczają się i właściwym jest stwierdzenie, że w latach 1943–1945 doszło do zbrojnego „konfliktu polsko-ukraińskiego”, podczas którego OUN i UPA dopuściły się ludobójstwa.
Również Rudling krytykuje przedstawianie wydarzeń na Wołyniu jako „symetrycznego” konfliktu i nazywanie czystek etnicznych oraz zbrodni „wojną”. Andrzej Leon Sowa zauważa, że w dokumentach Armii Krajowej działania UPA nie były uznawane za „wojnę”:

AK bynajmniej nie traktowała UPA jako strony wojującej. Świadczą o tym m.in. opinie wyrażane w „Biuletynie Informacyjnym”, tygodniku wydawanym przez Komendę Główną AK. W numerze 10 z 9 marca 1944 r. pisano tam na przykład: „Niezatartą w historii narodu ukraińskiego hańbą pozostanie fakt, iż bohaterowie z tej «powstańczej» armii woleli mordować bezbronne kobiety i dzieci, niż z daleka choćby zobaczyć sowiecki lub niemiecki czołg”. Dla „Biuletynu Informacyjnego” banderowcy to „bandy rezunów z tzw. Ukraińskiej Powstańczej Armii”, które uchylają się od walki ze „zbrojnymi siłami okupantów”. Jak dowodzono, „Jako jeden z dziwów moralnych tej wojny przejdą niewątpliwie do historii poczynania nacjonalizmu ukraińskiego, który uchylając się od walki ze zbrojnymi siłami okupantów, wyładowywał swą energię wojskową w masowych, okrutnych mordach bezbronnej ludności polskiej, w tym dzieci, kobiet, starców” („Biuletyn Informacyjny” 1944 nr 17)”

#### „Wojna chłopska”
W literaturze spotykana jest także wersja, jakoby czystka etniczna na Wołyniu była w istocie spontanicznym buntem chłopskim, wywołanym niezadowoleniem ludności ukraińskiej z powodu wieloletnich rządów polskich. Taką wersję przedstawił w swoich wspomnieniach ostatni dowódca UPA Wasyl Kuk” oraz Wołodymyr Wjatrowycz w swojej książce Druga wojna polsko-ukraińska 1942–1947. Zdaniem Motyki szczegółowa ocena wydarzeń wołyńskich nie pozwala na wyciągnięcie takich wniosków.

Bardzo często można zaobserwować sytuacje odwrotne, kiedy to UPA mobilizowała miejscową ludność do napadów na polskie osady. Takie osoby z braku broni palnej były uzbrojone w siekiedy i widły. Prawdą jest, że zbrodnie popełniane przez tak uzbrojonych chłopów najbardziej przerażały Polaków. Niewątpliwie też uruchamiały „lokalne inicjatywy”, wyrażające się w mordach osób próbujących ujść pożodze. Jednak zjawisko to nie miałoby miejsca bez obecności i „zachęty” UPA

Teza o „wojnie chłopskiej” nie znajduje oparcia w dowodach. Nie jest znany ani jeden przypadek masowego mordu na całej polskiej wsi dokonany przez samych ukraińskich chłopów, nie związanych z OUN-B.